# Pina de Montalgrao

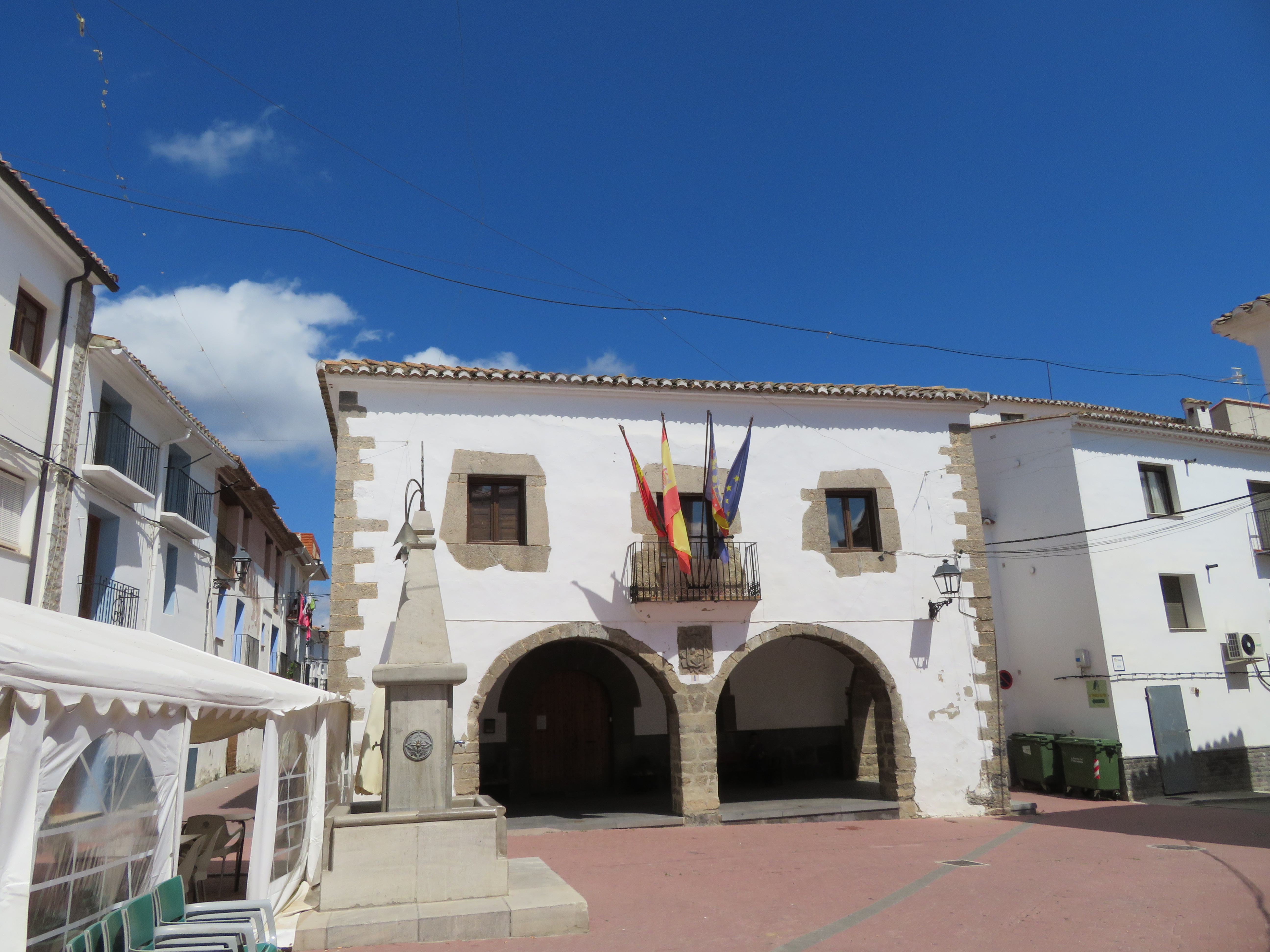
Casa consistorial

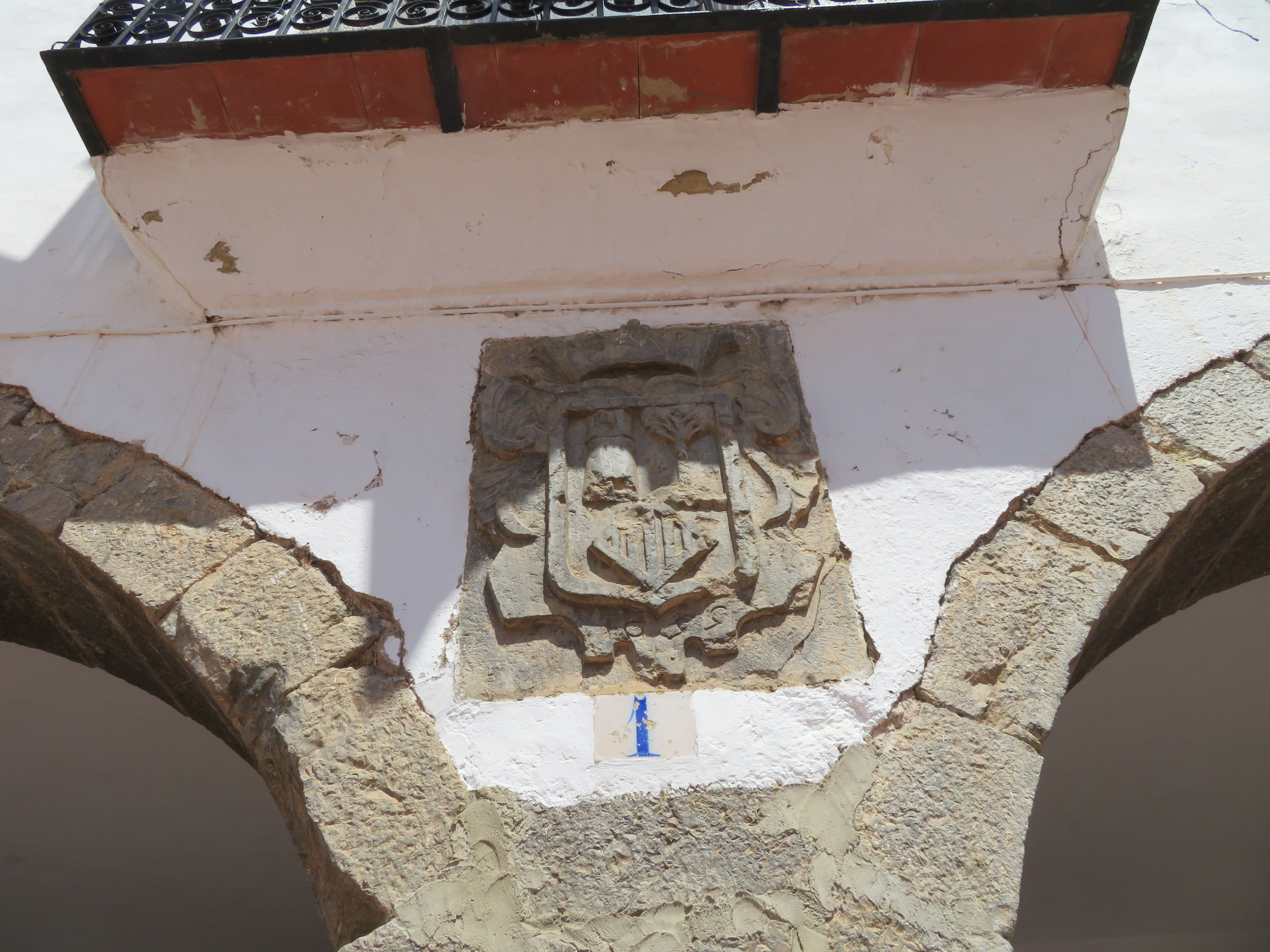
Heráldica

Pina de Montalgrao es un municipio de la Comunidad Valenciana, España. Situado en la provincia de Castellón y perteneciente a la comarca del Alto Palancia, cuenta con una población de 118 habitantes (INE 2024). Se trata de un municipio castellanohablante, en el que el castellano cuenta con el predominio lingüístico reconocido legalmente.

## Geografía
Integrado en la comarca de Alto Palancia, se sitúa a 89 km de la capital provincial. El término municipal está atravesado por la Autovía Mudéjar (A-23), por la carretera nacional N-234, entre los pK 54 y 55, y por carreteras locales que permiten la comunicación con los municipios vecinos de Barracas, Villanueva de Viver y Viver.
El relieve del municipio está definido por la sierra de Espina, por lo que presenta elevadas altitudes, destacando el Alto de Pina con 1405 m o el Cerdaña de 1233 m de altura. No obstante, el relieve no es todo lo abrupto que cabría esperar debido a que dicha sierra se encuentra situada sobre el altiplano de Barracas, por lo que gran parte del término se compone de llanos, no presentando excesivos desniveles. La altitud oscila entre los 1405 m (Alto de Pina) y los 860 m a orillas del barranco del Val del Hurón, situado al sur. El pueblo se alza a 1045 m sobre el nivel del mar.

### Localidades limítrofes
| Noroeste: El Toro y Albentosa (Teruel) | Norte: San Agustín (Teruel) y Caudiel | Noreste: Caudiel |
| Oeste: Barracas                        |                                       | Este: Benafer    |
| Suroeste: Barracas                     | Sur: Barracas y Viver                 | Sureste: Benafer |

## Historia
Aunque se han encontrados restos de los periodos ibéricos y musulmán (en concreto una torre íbera y un escudo árabe) la localidad fue fundada el año 1363 por Juan Alonso de Jérica, señor de la cercana localidad de Jérica, aunque mucho antes ya obtuvo carta puebla. Posteriormente, fue vendida en 1431 junto con Jérica y Barracas por Juan de Navarra a Francesc Zarzuela. Por último durante el siglo XVIII perteneció al duque de Berwick.

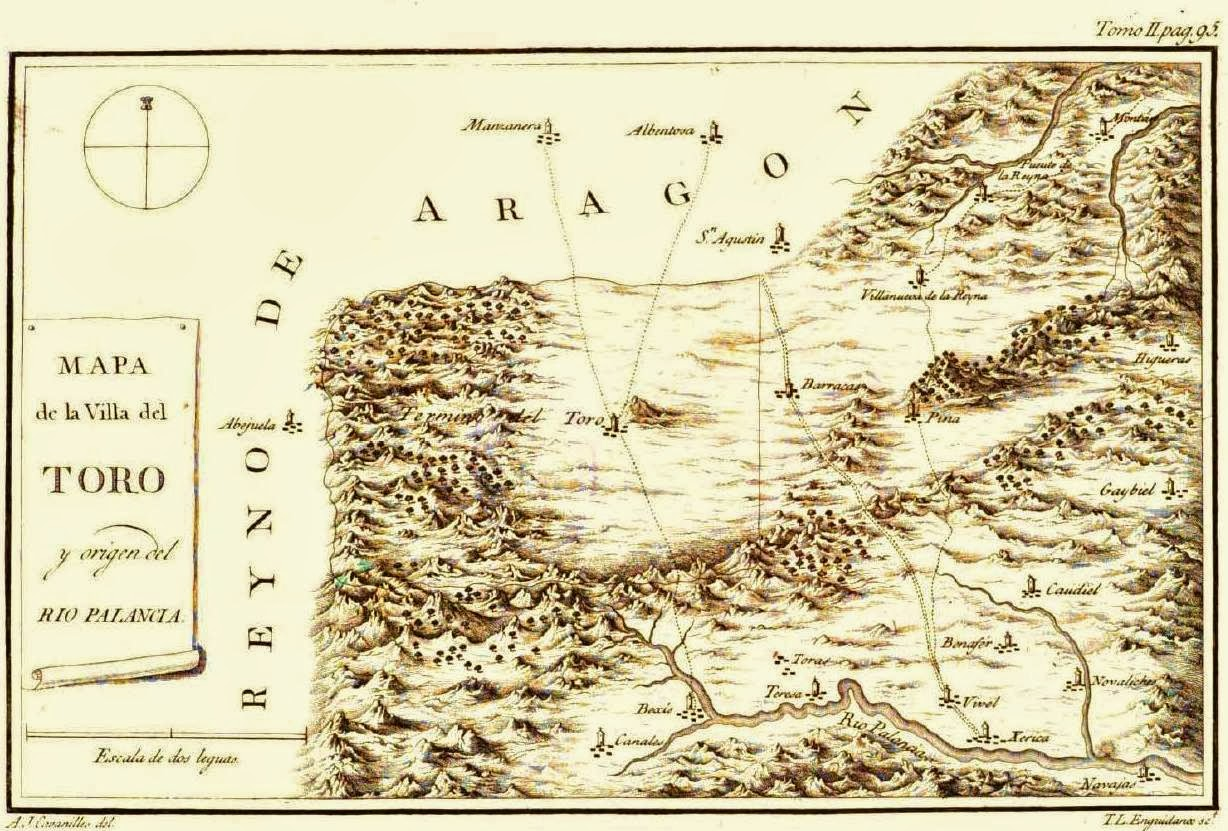
Mapa del Alto Palancia en las Observaciones de Cavanilles

Pina de Montalgrao según Cavanilles finales del s. XVIII respecto a su situación, está por el oriente hasta la sierra Espadán, disminuyendo de altura quedando a una legua de valles y colinas. Hacia el sur se compone enteramente de amoladera roca y blanquecina. Hacia el norte en hojas inclinadas, los exteriores alterados por las lluvias y hielos se descomponen y reducidas a cascajo y polvo bajan a las raíces dejando en las cuentas multitud de fragmentos que dificultan el paso. Muy cerca del pico Montalgrao o pico de Pina se encontraban grandes moles de materia muy diversa de la del monte entero, esto es, de un hormigón compuesto de fragmentos de cuarzos como almendras. No hay en el recinto mucha legua de distancia donde abunde el cuarzo; y ete con una altura tan considerable que con el transcurso han ido desapareciendo del globo montes elevados, de cuyos residuos vino a formarse la expresada materia. Todo el monte está cubierto de pinos y arbustos (el más común: la xara con hoja de laurel).
No son muy rápidos las faldas del monte Pina, principalmente la del norte, que presenta planos inclinados sembrados de peñas y escombros. La xara que crece en el pico de Pina tiene hojas y mucho más sus grandes flores que son muy gratas al ganado cabrío, que apenas comen otras plantas mientras ésta les suministre pasto.
Cavanilles respecto a Pina dijo que era un pueblo muy infeliz, decía que era el retrato vivo de la pobreza y la miseria, sus casas eran como chozas miserables medio caídas, que semejaban el esqueleto de la población (60 vecinos, 270 almas) en la raíz de Pico de Montalgrao. 
Seguramente Cavanilles puso esa crítica del pueblo porque los mozos le leyeron las leyes penales que consistían en una teatralización que se le leía a los forasteros para que hiciese reír al más serio del pueblo vestido de rey, si no lo conseguía tenía que pagar y si no pagaba le tiraban a la fuente.
Según Madoz, a mitad del siglo XIX Pina de Montalgrao está situada en terreno llano y elevado a la falda S.E. de un pequeño cerro denominado del castillo; le baten con más frecuencia los vientos del N. Su clima es templado y afecto a las catarrales e inflamatorias. Pina de Montalgrao era una localidad con ayuntamiento de Castellón de la Plana (48h), partido judicial de Viver, audiencia territorial y ciudad g. de Valencia, diócesis de Segorbe. Tenía 400 casas (406 vecinos, 455 almas), “las del ayuntamiento y la cárcel; escuela de niños, dotada de 450 reales y dos cahices de trigo. Pina de Montalgrao contaba con una iglesia parroquial (la trasfiguración del señor); de primer ascenso, servida por un cura de patronato real y un beneficiado; 3 ermitas (Sta. Bárbara, Nta. Sra. de Gracia y la de Vallada), a corta distancia de la población, y en un cementerio inmediato a Tosa y S. Agustín. la economía está la producción de trigo, cebada, avena, patatas y vino; en la cría esta el ganado lanar y cabrío y la caza de conejos, liebres, perdices y algún corzo. Otras actividades económicas eran la industria agrícola, una fábrica de agua ardiente, un molino harinero y otro de yeso. Se celebraban ferias: una de tercer día de Pascua en la que se vendía ropa, pista, quincalla, dulces, herramientas de labranza, etc. 
Un dato interesante que vio Madoz fue la sierra de Cerdaña al S.E, en la cual hay una gran cueva y muy vistosa por su clara entrada y figuras de estuque de varios tamaños y colores que la adornan, combinándose con un subterráneo cuyo término se ignora.
Hasta la reforma de la nomenclatura municipal de 1916 el municipio se llamaba simplemente Pina. En dicha fecha su nombre fue modificado por el de Pina de Montalgrao.

## Demografía
Pina de Montalgrao cuenta con una población de 118 habitantes (INE 2024).
| Gráfica de evolución demográfica de Pina de Montalgrao entre 1842 y 2021                                            |
| |
| Población de derecho según los censos de población del INE Población de hecho según los censos de población del INE |

## Administración y política
| Periodo   | Nombre                        | Partido   |
| --------- | ----------------------------- | --------- |
| 1979-1983 | Jesús Izquierdo Rico          | UCD       |
| 1983-1987 | Ildefonso Ávila Moliner       | PSPV-PSOE |
| 1987-1991 | Ildefonso Ávila Moliner       | PSPV-PSOE |
| 1991-1995 | Serafín Izquierdo Salvador    | PP        |
| 1995-1999 | Serafín Izquierdo Salvador    | PP        |
| 1999-2003 | Benjamín Ibáñez               | PP        |
| 2003-2007 | Antonio Chaves Sánchez        | PSPV-PSOE |
| 2007-2011 | María Ángeles Murria Belmonte | PP        |
| 2011-2015 | María Ángeles Murria Belmonte | PP        |
| 2015-2019 | María Ángeles Murria Belmonte | PP        |
| 2019-2023 | María Ángeles Murria Belmonte | PP        |

## Patrimonio

### Religioso
- Iglesia Parroquial. Dedicada a la Virgen de Loreto, se encuentra en uno de los extremos de la población, en las proximidades del cerro del castillo. Construida en el siglo XV ha sido amurallada en diferentes periodos de tiempo. Destaca su recinto amurallado y almenado fabricado en sillarejo y mampostería. Parece haber sido restaurada en fecha tardía (siglos XVIII o XIX). Parte de sus materiales provienen del antiguo castillo.

Se encuentra bajo la protección de la Declaración genérica del Decreto de 22 de abril de 1949, y la Ley 16/1985 sobre el Patrimonio Histórico Español.
- Ermita de la Virgen de Vallada. La tradición dice que estando un pastor guardando su rebaño se le apareció la Virgen entre zarzas y le dijo que allí encontraría una imagen. En ese lugar por ello se construyó una ermita. Cada año se celebraba una bajada en romería de la Virgen hasta la Parroquia en memoria del final de una pertinaz sequía. La imagen sedente de madera de 0,60 m de altura y que databa de 1350 fue destruida en el año 1936. La ermita del s. XIV que se construyó para albergarla, se halla en estado de total abandono y por eso la imagen se trasladó a la Parroquia del Salvador.
- Ermita de la Virgen de Gracia. Dedicada a la patrona de la población, se encuentra a 1 km de Pina, en la “Hoya de las Viñas” re formada en el siglo XVII. Diferenciada en 2 zonas: pórtico de acceso y recinto de la iglesia.
- Ermita de Santa Bárbara. Edificio de interés arquitectónico, se halla situada en la cima del Pico Pina, a 1401 m de altitud, rodeada de pinares y de un área recreativa. A ella suben los vecinos dos veces al año en Romería. Desde la ermita se puede observar una amplia panorámica de tierras de Valencia, Castellón, Teruel, y en días claros, incluso las islas Columbretes.

### Civil
- Ayuntamiento. Construido en el siglo XVII, edificio porticado al estilo aragonés, cuenta con dos arcos de soportales de sillería y el escudo de la localidad.
- Torre del Prospinal. Declarada Bien de Interés Cultural por Disposición Adicional Segunda de la Ley 16/1985.

Está ubicada a 1022 m de altitud y junto a la carretera Sagunto-Teruel. Se trata de una torre ibérica del siglo III a. C., de planta cuadrangular que podría pertenecer a la órbita de la antigua Arse/Saguntum, en relación con los acontecimientos bélicos de la segunda guerra púnica y la posterior intervención militar romana.
- Castillo. En la actualidad ha desaparecido casi completamente, y parte de sus materiales se han utilizado en las edificaciones próximas. Apenas se aprecia otra cosa que el perímetro de su ubicación y algunos restos de las murallas que lo circundaban.
- Horno moruno. Es uno de los edificios más emblemáticos de Pina, y se halla emplazado al pie del campanario. Guarda en su interior una muestra fotográfica sobre las costumbres de Pina, formando parte del Museo Etnográfico de Pina.
- Plaza Mayor. Se encuentra presidida por una bella fuente réplica de una que existió hace unos años, es sede de la Casa Consistorial del municipio. También a ella recae la entrada al Museo Etnológico de Pina de Montalgrao.

## Lugares de interés
- Cueva la Murciénaga. Donde se han encontrado restos prehistóricos.
- Cueva Cerdaña. Está situada en las faldas del pico Cerdaña, rodeada de altas montañas pobladas de pinos y carrascas. Es famosa por su condición de cueva-santuario de época ibérica, en la que se rendía culto a la naturaleza. Esta cueva, de la que se cuenta una bonita leyenda, es visita obligada para los amantes del senderismo y la espeleología, debido a las numerosas galerías llenas de estalagmitas y estalactitas que decoran su interior. La entrada a la cueva es pequeña, está dividida por una gran estalagmita al centro que va desde el suelo hasta el techo. En el interior se pueden ver otras tantas de menor tamaño. La cueva presenta dos bocas separadas entre sí 7 m. La mayor, de 6x2 m da acceso, mediante un salto de 6 m, a una sala descendente de unos 60x35x15 m, en la que abundan los bloques y las formaciones estalagmíticas. En su extremo NW, a través de una fractura y entre bloques, se accede a un conjunto de pequeñas salas y simas, que descienden hasta la cota de -85 m. En el extremo N de la sala y tras descender un pozo de 3 m se accede a una sala irregular y muy caótica de unos 50x15x5 m. Se trata de un yacimiento arqueológico de la Edad del Bronce en el que también se encontraron fragmentos vinculados a rituales ibéricos. En la actualidad es de gran interés para la espeleología. Fue visitada a finales del siglo XIX por personajes ilustres como Santiago Ramón y Cajal; asimismo por Sarthou Carreres y por los biólogos Jeannel y Racovitza, a principios del XX. En su interior fueron hallados cadáveres y restos de la guerra civil española. Sus coordenadas son: UTM: 30S YK 039305. Alt.: 1100 m

## Fiestas
- Fiestas Patronales.

Los actos festivos en Pina arrancan en abril, con la celebración de la Feria de Pascua de Pentecostés. El domingo más próximo al 20 de mayo se celebra la Romería a la ermita de Santa Bárbara, con el reparto de vino bendito y rolletes. Las siguientes fiestas de interés son las dedicadas a San Salvador que tienen lugar el 6 de agosto, seguidas por las fiestas patronales que se extienden desde el 26 de agosto al 12 de septiembre, combinando certámenes culturales, actividades recreativas, actos religiosos, cívicos, taurinos y verbenas. Las fiestas dedicadas a la Virgen de Gracia y a la Virgen de Vallada son el 8 y 9 de septiembre. El día de Navidad las 2 Mayoralesas y los 2 Mayorales ataviados con los trajes tradicionales, después de bailar los bailes típicos, salen con la rondalla a recoger los aguinaldos que luego son compartidos con toda la juventud.

## Gastronomía
La gastronomía de Pina, como buen ejemplo de la rica cocina de las tierras de interior, tiene en las carnes su sólida base, y la consistente en platos fuertes como la olla, las gachas, las patatas o sopas volteadas o la liebre con patatas. La matanza del cerdo, deja cada año una excelente materia prima para una magnífica gastronomía. En repostería destacan el mostillo y la miel. Cabe añadir que la trufa y los robellones, tan abundantes en estas tierras, son utilizados para condimentar parte de las recetas locales, aportándoles aroma y sabor.

## Accesos
La manera más sencilla de llegar es a través de la autopista A-23 de Sagunto a Somport hasta las cercanías de Barracas donde se enlaza con la CV-209. El pueblo se encuentra a 84,5 km de Valencia y 82,6 km de Castellón de la Plana.
Utilizando el servicio ferroviario, la estación más próxima es Barracas, a 5 km.